# Acanthochitona pygmaea
Acanthochitona pygmaea is een keverslak uit de familie der Acanthochitonidae.
Acanthochitona pygmaea wordt tot 12 mm lang en is ietwat langwerpig van vorm.  De gordel is leerachtig. De schelpplaten zijn bedekt met microscopisch kleine vlekjes.
De dieren leven in het (ondiep) sublittoraal.
De soort komt voor van Florida tot Brits West-Indië.